# Розівка (Бердянський район)
Ро́зівка — село в Україні, у Чернігівській селищній громаді Бердянського району Запорізької області. Населення становить 200 осіб (1 січня 2015). До 2016 орган місцевого самоврядування — Просторівська сільська рада.
Село тимчасово окуповане російськими військами 24 лютого 2022 року.

## Географія
Село Розівка розташоване на лівому березі річки Сасикулак, яка через 1,5 км впадає в річку Юшанли, вище за течією на відстані 2,5 км розташоване село Просторе. Річка в цьому місці пересихає, на ній зроблено кілька загат.
Поблизу села утворено ботанічний заказник «Степова балка» площею 7 га.

## Історія
У 1820 засновано село Руднервейде німцями-менонітами. До 1871 року село входило в Молочанський менонітський округ Бердянського повіту. Спочатку поселилося 24 сім'ї, які збудували в перше літо зерносховища, в яких і жили до наступного літа. У 1826 році переселилося ще 9 сімей. У початковий період та й після село було одним з найбільших центрів менонітів на Молочній. У 1865 році тут проживало у 81 будинку 592 чоловік. Працювало сільське училище, пивоварний та оцтовий заводи, олійниці, млин. Жителями було насаджено 91270 дерев і одне з таких насаджень досі є прикрасою села. Але основним заняттям населення були скотарство та землеробство. Жителі були вірянинами, в селі в 1822 році збудовано церкву. У 1881 році церква налічувала 1200 баптизованих членів, у 1909 році — 1300 парафіян. Частина жителів були членами церкви Бретрен колонії Єлізабетталь.
7 (20) листопада 1917 року, відповідно до Третього Універсалу Української Центральної Ради, увійшло до складу Української Народної Республіки.
У період громадянської війни колонія зазнала змін — 8 сімей менонітів (29 чоловік) емігрувало в Канаду, частина загинула. 14 квітня 1930 року, розкуркулили 13 найкращих господарств, відправивши їх на виселки. 13 сімей втекли, боячись переслідувань. Створено колгосп ім. Енгельса. Під час сталінських репресій 1930-х репресовано майже 50 найкращих господарів. У передвоєнні роки збудували семирічну школу, клуб, ряд колгоспних приміщень. Напередодні війни в селі проживали переважно німці. З початком радянсько-гітлерівської війни все доросле чоловіче населення було репресоване й вивезене в Сибір, де практично всі вони загинули. З наближенням фронти були репресовані й вивезені сім'ї менонітів (110 чоловік, 24 з них померли). У період окупації в село повернулися німецькі жителі, які були направлені на риття оборонних споруд, а також біженці з Донбасу. У вересні 1943 село звільнене від гітлерівської окупації. На фронтах воювало 10 жителів села. Під час відступу німці забрали все німецькомовне населення — 265 жителів. Тільки 54 з них пощастило потрапити в західну зону Німеччини, решту репатрійовано й відправлено до Сибіру.
У 1945 році перейменоване в село Розівка. Село заселяється жителями довколишніх сіл та переселенцями з інших регіонів України. За післявоєнні роки збудовано клуб, магазин, дитсадок, приміщення ферм. Віддаленість від центральної садиби колгоспу в с. Просторе, закриття школи в 1969 році призвели до від'їзду молоді з Розівки. На початку XIX ст. в селі проживають переважно пенсіонери, молодь працює в Просторівському сільгосппідприємстві ім. Щорса.
12 червня 2020 року, відповідно до Розпорядження Кабінету Міністрів України від  № 713-р «Про визначення адміністративних центрів та затвердження територій територіальних громад Запорізької області», увійшло до складу Чернігівської селищної громади.
19 липня 2020 року після ліквідації Чернігівського району село увійшло до Бердянського району.

## Населення

### Мова
| українська мова | російська | білоруська | болгарська |
| --------------- | --------- | ---------- | ---------- |
| 91.30 %         | 7.73 %    | 0.48 %     | 0.48 %     |

## Відомі особи
- Бен Классен (1918—1993) — американський політик, електрик, засновник расистського руху.
- Корнєв Артем Ігорович (1991—2014) — старший матрос Збройних сил України, учасник російсько-української війни.